# ジェームズ・メイ
ジェームズ・ダニエル・メイ（James Daniel May、1963年1月16日 - ）は、イギリス・ブリストル出身のテレビ司会者、ジャーナリスト、自動車評論家、コラムニスト。身長約183cm。

## トップ・ギア
もっとも有名なのはジェレミー・クラークソンとリチャード・ハモンドと共に出演しているBBCの自動車番組『トップ・ギア』の司会者で、2003年の第2シーズンから、Jason Daweに代わり出演している。他にはデイリー・テレグラフに毎週自動車コラムを書いている。かつてはAUTOCAR誌の編集も行っていたが、1992年に雑誌の記事に隠しメッセージを仕込んだことを理由に編集から外れている。悔しがったり、気に入らないことがあった際に「Cock!」と言うことが多い。
トップ・ギアでは慎重な運転スタイルのため「キャプテン・スロー」とあだ名がつけられている。また、方向音痴気味であり、目的地を目指すチャレンジでは3人の司会の中で最も遅くたどり着くことが多い（場合によってはたどり着けずにタイムアウトになる）。ジェレミー曰く「ホテルの中ですら迷う」とのこと。母親がスピードを出すために自身は安全運転をするようになったとのこと。しかし、番組の企画で2006年11月にブガッティ・ヴェイロンを運転した際には、407km/hを記録した（これはブガッティ・ヴェイロンの非公式最高速度記録である）こともある。2010年にブガッティ・ヴェイロン スーパースポーツに乗った際は、それを上回る417km/hを記録し、前回の記録を破っている。
また、番組中にエンジン音をサンプリングして番組テーマ曲を再現したり、「フォルクスワーゲン・シロッコの歌」を作詞作曲したことがある。チャレンジでは大事な宝物としてピアノを出されることが多いが、度々壊されたり、自分で壊してしまうはめになる。
ジェレミーやリチャード同様にスポーツカーを愛好してはいるが、ニュルブルクリンクを神聖視する業界の傾向には懐疑的であり、そこで鍛えられた車の乗り心地について「ドイツの一サーキットに過ぎないのに何故そこまで固執するのか」「足回りが硬くなりすぎて日常生活で使いにくくなる」とコメントし、最初からスーパースポーツとして作られた車で無いのならば、スポーツ性と日常生活における使い心地のバランスを重視すべきという意見を述べている。

### 降板
2015年3月に起きた、ジェレミーの暴力騒動が原因で、BBCから契約解除となった。だが、2016年よりAmazon.comと契約を結んで新番組『The Grand Tour』を製作・出演している。

## ホスト番組
ジェームズはトップ・ギア以外にも多数の番組で司会者をしている。

### James May's Toy Stories

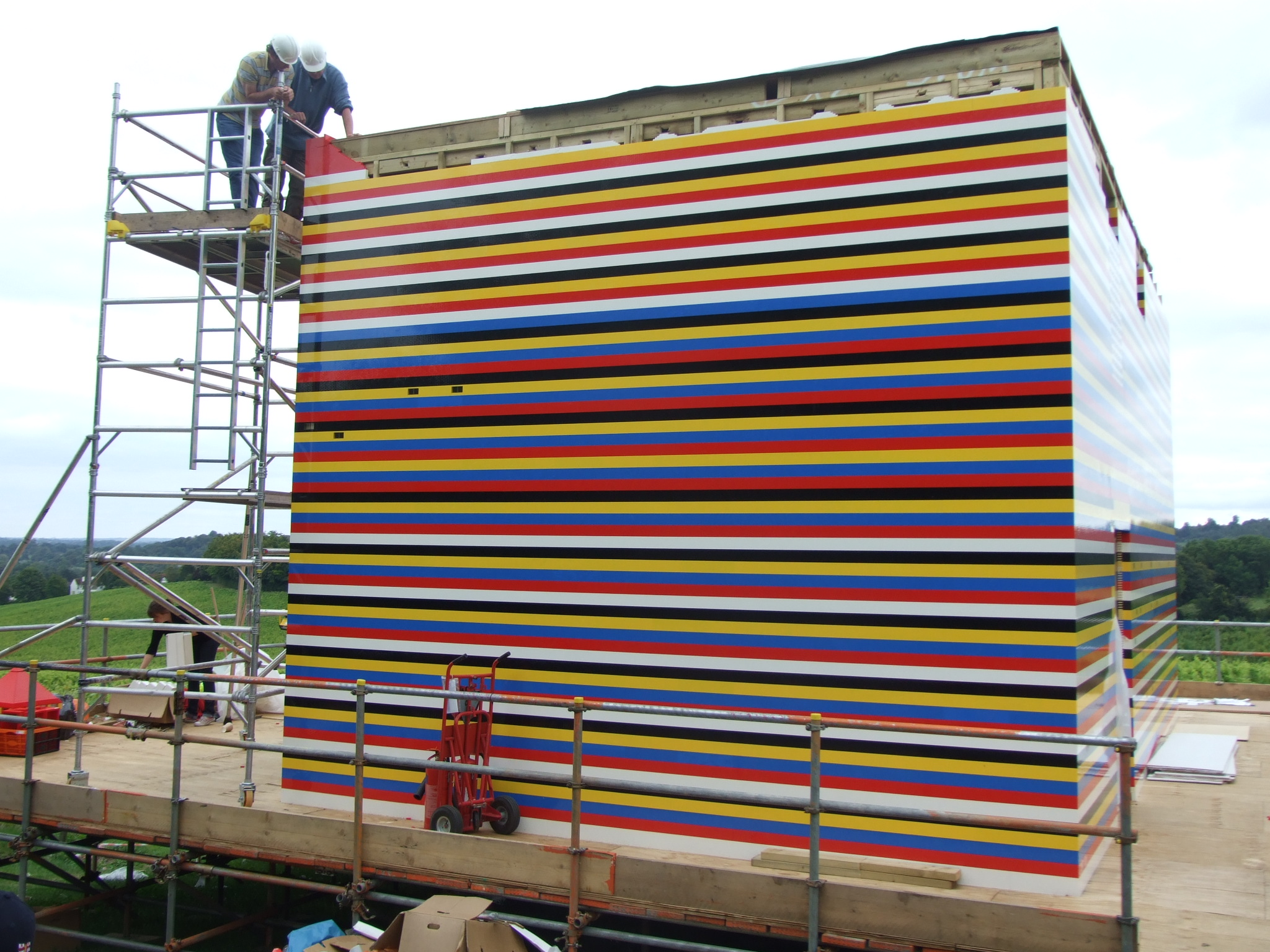
番組で作られたレゴの家。

BBCの番組『James May's Toy Stories』では、以下のように玩具にまつわる様々な挑戦をしている。
- 2009年8月には、世界初のレゴブロックで作られた家を建設し、そこで数日間生活した[6]。家の建設のためには約330万個のレゴブロックが使われ、実際に使用可能なトイレ・シャワー等も備え付けられていた（なお建築強度の関係で、建物の骨格と床には木材が使われている）。番組ではこの家の買い手を募集していたが[7]、移築に約5万ポンドの費用が必要になることなどから購入希望者は現れず、結局9月下旬に家は取り壊された[8]。
- ブルックランズのサーキット跡地にスロットレーシングで全長4.4kmのコースを作り走らせた[注 7]。このコースは世界最長のスロットカートラックとしてギネス世界記録に認定された。
- 第二次世界大戦時の英軍戦闘機スピットファイアの1/48模型（エアフィックス社製）を1/1サイズ（実物大）でフルコピーしたものをFRPで作り、組み上げた。コクピット内の人形はジェームズから型を取った物を載せてある。この模型は完成度が高かったため、イギリス空軍博物館（コスフォード館）に送られており、2011年現在も同博物館で一般公開されている[9]。

### James May: Our Man In...（邦題:ジェームズ・メイの世界探訪）
Amazon Prime Video独占配信の旅番組。シーズン2から「James May: Our man in Japan（ジェームズ・メイの日本探訪）」から「James May: Our Man In...（ジェームズ・メイの世界探訪）」に改題した。
- シーズン1：James May: Our man in Japan（邦題:ジェームズ・メイの世界探訪：日本編）
  - ジェームズが北海道から鹿児島まで日本を縦断する、全8話の旅番組。2020年1月3日配信開始（日本では2020年3月6日配信開始）。
  - 案内人として谷山雄二朗が3話、5話、6話に出演している。他にも、南田裕介や向谷実、RoBoHoNが出演。
- シーズン2：James May: Our man in Italy（邦題:ジェームズ・メイの世界探訪：イタリア編）
  - ジェームズがシチリア島からドロミーティまでイタリアを訪れる、全6話の旅番組。2022年7月15日配信開始（日本でも同日配信開始）。

### James May: Oh Cook（邦題:ジェームズ・メイの料理に挑戦！）
- 料理ができないジェームズが料理に挑戦する、全7話のAmazon Prime Video独占配信の料理番組。2020年11月13日配信開始（日本では2021年1月15日配信開始）。
- アシスタントとしてニッキー・モーガンが出演するが、ヘルプが必要な時や料理が完成した時以外はパントリーの中で待機させられている。
- 2023年5月に「シリーズ2」全7話が公開された。

## 他
軽飛行機の操縦免許（有視界飛行方式のみ）を取得しており、トップ・ギアの企画ではセスナのプロペラ機と、小型の飛行船（キャンピングトレーラー改造）を操縦したこともある。ただし、ジェームズ本人は高所恐怖症で、番組のスペシャル企画でボリビアへ行った際、ユンガスの道入り口で「私は何よりも高いところが苦手だ」（番組でよくジョークとして追突されることについて、ユンガスの道でそれをしたら）「やったら○○（規制音で消されている）を切ってやる」と語っている。
また、2010年7月には母校であるランカスター大学から名誉博士号を授与されている。
アポロ11号が月面着陸してから40周年を記念した、BBCのドキュメンタリー『James May at the Edge of Space』では米軍のU-2に同乗し、高度7万フィート（2万1000メートル）に到達。また、2007年に放送されたドキュメンタリー『James May's 20th Century 』エピソード4ではユーロファイター タイフーンにも搭乗した。
2010年3月には自動車運転免許の更新を忘れていたため、免停となったことをデイリー・テレグラフのコラムに記載した。それによると多忙だけでなくボールペンを使って字を書く（特にブロック体の大文字）ことが苦手であることも一因であるという。
花柄のシャツを好みマイペースでジェレミーやリチャードよりも優しい性格なためか、トップ・ギアではゲイであるとからかわれることが多い。イギリス国内特有の上流階級出身者に対する差別的な側面といった風土的なものが関係していると思われる。具体的には「ワセリンの使い方が上手い」「チャレンジの際消防車を呼ばれるが、リチャードに『5人の消防士といちゃついているだろう』と言われる」などがある。番組中では本人もネタにしているが、上記の通り女性の恋人がおり、ジェレミーの「ハンマーで全てが解決する」というキャラクター付けと同様のものであり、他の出演番組ではゲイを思わせるネタは出ない。
戦闘機についても詳しく、アルバニアに置いてあったミグについて、ジェレミーがうんざりする程語りつくしたことがある。
リチャード同様にF1に疎い節がある。シリーズ13エピソード5で元F1ドライバーのオリビエ・パニスがレースの対戦相手として登場したとき、ジェレミーは「オリビエ・パニスだ。モナコGPで優勝してる」と知っていたのに対し、ジェームズはパニスの事を聞いて「イタリアのパンだろ？」と言っていた。
2013年11月に発売された、レーシング・シミュレーターの『Forza Motorsport 5』では、ジェームズの解説を聞くことができる。
愛車は、ロールス・ロイス・シルヴァーシャドウやフィアット・パンダ、ポルシェ・ボクスター、フェラーリ・458イタリアなどを所有している。また、過去にはフェラーリ・F430や1984年型のポルシェ・911を所有していたが、ポルシェはトップ・ギア降板後に売却している。